# Konwent fanów

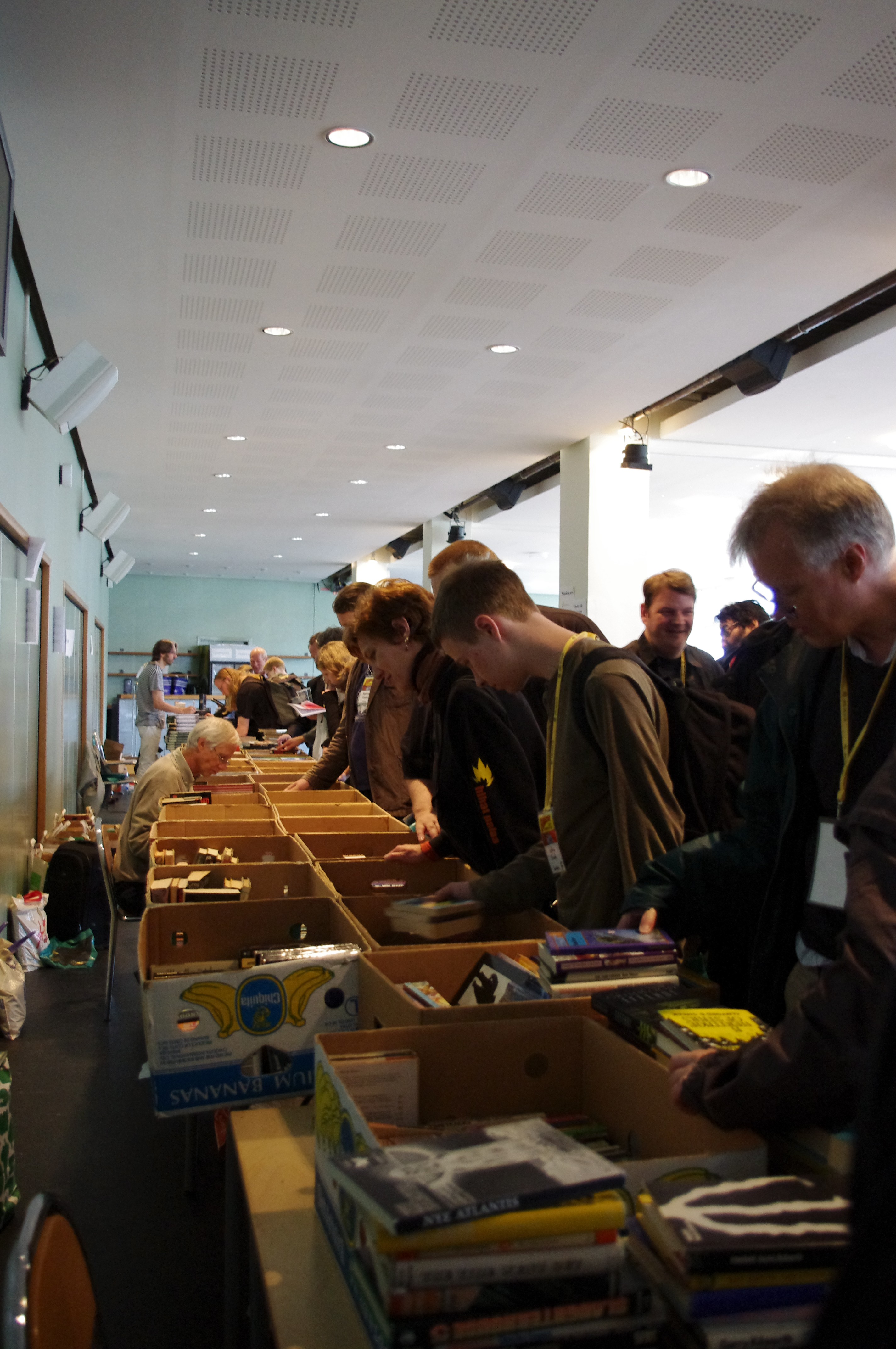
W czasie konwentów działają m.in. fanowskie antykwariaty. Eurocon, Sztokholm 2011.

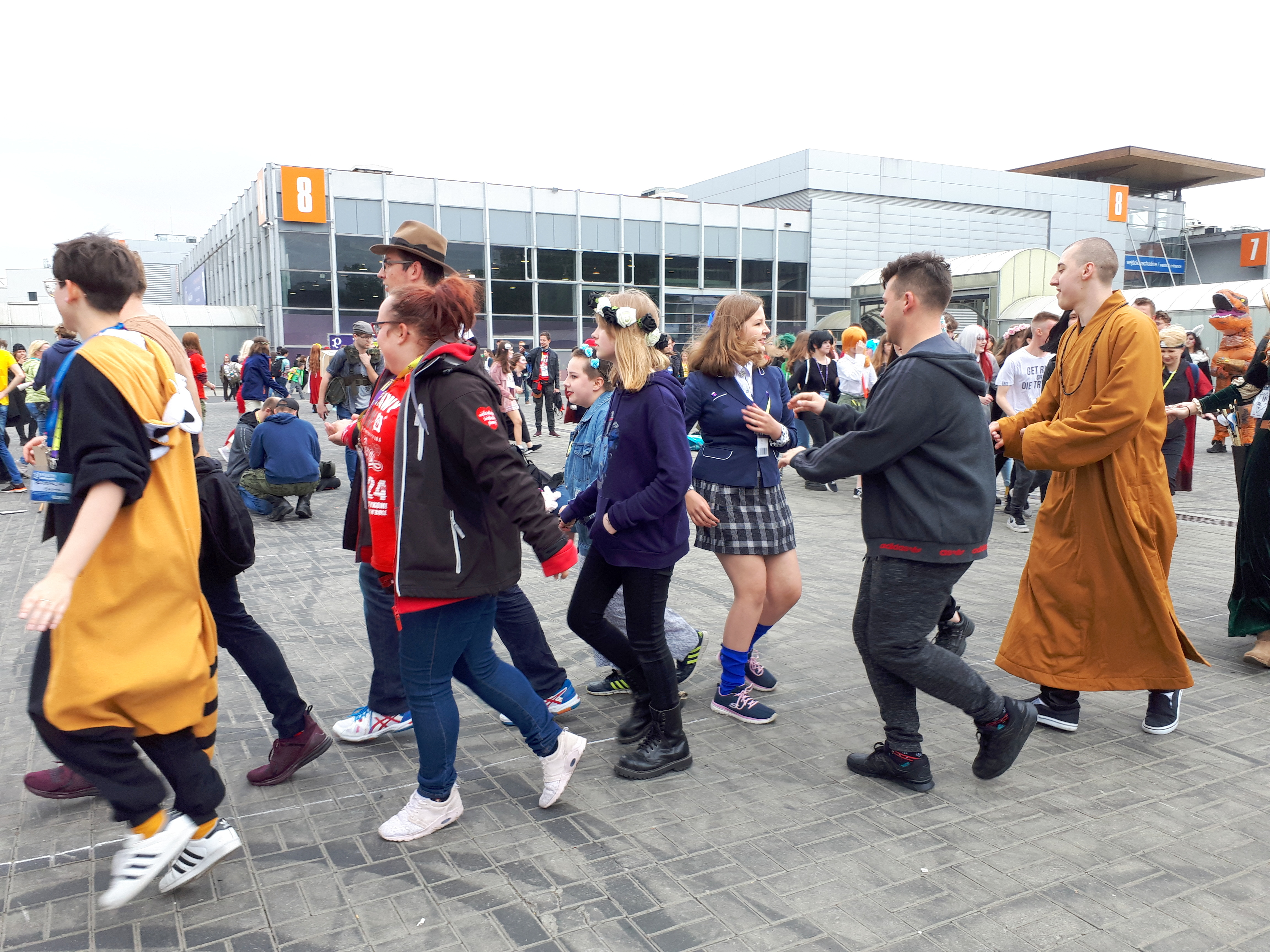
Uczestnicy konwentu Pyrkon 2019, tańczący wspólnie belgijkę.

Konwent (od ang. convention; pot. kon) – zjazd fanów fantastyki, gier fabularnych, mangi i anime, komiksu, seriali telewizyjnych. Termin ten został użyty po raz pierwszy w 1942 roku. 
Konwent można porównać do nowoczesnego karnawału.

## Opis
Zwykle konwenty trwają trzy dni – od piątku do niedzieli – niekiedy są krótsze (sobota – niedziela) lub dłuższe (m.in. w trakcie długich weekendów). Jednodniowe imprezy są zwykle zwane eventami lub Dniami (Dzień fantastyki, Dni kultury Azjatyckiej itp.). Konwenty nie zawsze są monotematyczne. Zagadnienia (na przykład, z działów literackich, turniejowych, mangowych) bywają łączone. Zazwyczaj konwent przebiega według wcześniej przygotowanego programu, który obejmuje prelekcje przedmiotowe, spotkania ze znanymi osobistościami danej zbiorowości czy wydarzenia artystyczne. Charakterystyczną cechą konwentów jest zwyczaj przebierania się uczestników w fikcyjne lub prawdziwe postaci, tzw. cosplay i branie udziału w konkursie na najlepszy strój.

## Konwenty w Polsce
Pierwszym konwentem fanów w Polsce był Eurocon III w 1976 roku, wydarzenie zostało zorganizowane w Poznaniu.
Oficjalnie natomiast pierwszym polskim konwentem fantastyki był Polcon który został zorganizowany przez Poznański Klub Fantastyki „Orbita” w 1985 roku, pierwsza edycja miała miejsce w Błażejewku.
Największym tego typu wydarzeniem w Polsce jest Pyrkon, organizowany co roku w Poznaniu, w okresie letnim. W Polsce odbywają się także konwenty takie jak:
- Animatsuri (Warszawa)[9],
- Bykon (Bydgoszcz)[10],
- Copernicon (Toruń),
- Dni Fantastyki (Wrocław)[11],
- Hikari (Poznań)[12].
- Imladris (Kraków)[13],
- Krakon (Kraków),
- Nordcon (Jastrzębia Góra),
- Polcon (najstarszy),
- Remcon (Gdańsk)[14],
- Sabat Fiction-Fest (Kielce),
- SerialCon (Kraków),
- Sherlockon (Warszawa)[15],
- SkierCon (Skierniewice)[16],
- Toporiada,
- Tsuru (Rybnik)[17],
- Whomanikon (Kraków)[18],
- ZjAva (Warszawa)[19],
- BifurCon (Wągrowiec)[20]